# Championnat de Bulgarie féminin de volley-ball
Le Championnat de Bulgarie de volley-ball féminin est la plus importante compétition bulgare de volley-ball féminin organisée par la Fédération bulgare de volley-ball (Българска Федерация Волейбол, БФВ) ; il a été créé en 1942.

## Palmarès
| Année | Champion             | Finaliste          | Troisième          |
| ----- | -------------------- | ------------------ | ------------------ |
| 1942  | AS 23 Sofia          |                    |                    |
| 1943  | AS 23 Sofia          |                    |                    |
| 1944  | Championnat annulé   | Championnat annulé | Championnat annulé |
| 1945  | Slavia Sofia         |                    |                    |
| 1946  | Chavdar Sofia        | Slavia Sofia       |                    |
| 1947  | Chavdar Sofia        |                    | Slavia Sofia       |
| 1948  | Spartak Sofia        |                    |                    |
| 1949  | Rudnichar Pernik     |                    |                    |
| 1950  | Torpedo Karlovo      |                    |                    |
| 1951  | Torpedo Karlovo      |                    |                    |
| 1952  | Akademik Sofia       |                    |                    |
| 1953  | Dimitrovo Pernik     |                    |                    |
| 1954  | Akademik Sofia       | Slavia Sofia       |                    |
| 1955  | Udarnik Sofia        |                    |                    |
| 1956  | Minyor Pernik        | Slavia Sofia       |                    |
| 1957  | Slavia Sofia         |                    |                    |
| 1958  | Slavia Sofia         |                    |                    |
| 1959  | Levski Sofia         |                    | Slavia Sofia       |
| 1960  | Minyor Pernik        | Slavia Sofia       |                    |
| 1961  | Slavia Sofia         |                    |                    |
| 1962  | Levski Sofia         | Slavia Sofia       |                    |
| 1963  | Levski Sofia         | Slavia Sofia       |                    |
| 1964  | Levski Sofia         |                    | Slavia Sofia       |
| 1965  | Levski Sofia         | Slavia Sofia       |                    |
| 1966  | Levski Sofia         | Slavia Sofia       |                    |
| 1967  | Levski Sofia         |                    |                    |
| 1968  | Akademik Sofia       |                    |                    |
| 1969  | Akademik Sofia       |                    |                    |
| 1970  | Levski-Spartak Sofia | Slavia Sofia       |                    |
| 1971  | Levski-Spartak Sofia |                    | Slavia Sofia       |
| 1972  | Levski-Spartak Sofia |                    |                    |
| 1973  | Levski-Spartak Sofia |                    |                    |
| 1974  | Levski-Spartak Sofia |                    |                    |
| 1975  | Levski-Spartak Sofia |                    | Slavia Sofia       |
| 1976  | Levski-Spartak Sofia |                    |                    |
| 1977  | Levski-Spartak Sofia |                    |                    |
| 1978  | CSKA Sofia           |                    | Slavia Sofia       |
| 1979  | CSKA Sofia           |                    |                    |
| 1980  | Levski-Spartak Sofia |                    | Slavia Sofia       |
| 1981  | Levski-Spartak Sofia |                    |                    |
| 1982  | CSKA Sofia           |                    |                    |
| 1983  | CSKA Sofia           |                    | Slavia Sofia       |
| 1984  | Levski-Spartak Sofia |                    |                    |
| 1985  | CSKA Sofia           |                    |                    |
| 1986  | CSKA Sofia           |                    |                    |
| 1987  | CSKA Sofia           |                    |                    |
| 1988  | CSKA Sofia           |                    |                    |
| 1989  | CSKA Sofia           |                    |                    |
| 1990  | Levski-Spartak Sofia |                    | Slavia Sofia       |
| 1991  | CSKA Sofia           |                    |                    |
| 1992  | CSKA Sofia           |                    |                    |
| 1993  | CSKA Sofia           |                    |                    |
| 1994  | Akademik Sofia       |                    |                    |
| 1995  | CSKA Sofia           | Slavia Sofia       |                    |
| 1996  | Levski Sofia         |                    |                    |
| 1997  | Levski Sofia         |                    |                    |
| 1998  | Levski Sofia         | Slavia Sofia       |                    |
| 1999  | Levski Sofia         |                    |                    |
| 2000  | CSKA Sofia           |                    |                    |
| 2001  | Levski Sofia         |                    |                    |
| 2002  | Levski Sofia         |                    |                    |
| 2003  | Levski Sofia         |                    |                    |
| 2004  | CSKA Sofia           |                    |                    |
| 2005  | CSKA Sofia           |                    | Slavia Sofia       |
| 2006  | Energy Varna         | Slavia Sofia       |                    |
| 2007  | CSKA Sofia           | Slavia Sofia       |                    |
| 2008  | CSKA Sofia           | Slavia Sofia       |                    |
| 2009  | Levski Sofia         | Slavia Sofia       | CSKA Sofia         |
| 2010  | CSKA Sofia           | Maritsa Plovdiv    | Levski Sofia       |
| 2011  | CSKA Sofia           | Maritsa Plovdiv    | Slavia Sofia       |
| 2012  | CSKA Sofia           | Maritsa Plovdiv    | Levski Sofia       |
| 2013  | CSKA Sofia           | Kazanlak Volley    | Levski Sofia       |
| 2014  | Levski Sofia         | CSKA Sofia         | Maritsa Plovdiv    |
| 2015  | Maritsa Plovdiv      | Levski Sofia       | CSKA Sofia         |
| 2016  | Maritsa Plovdiv      | Levski Sofia       | Kazanlak Volley    |
| 2017  | Maritsa Plovdiv      | VK Rakovski        | CSKA Sofia         |
| 2018  | Maritsa Plovdiv      | Levski Sofia       | CSKA Sofia         |
| 2019  | Maritsa Plovdiv      | Levski Sofia       | Beroe Stara Zagora |
| 2020  | Maritsa Plovdiv      | Levski Sofia       | CSKA Sofia         |
| 2021  | Maritsa Plovdiv      | Kazanlak Volley    | CSKA Sofia         |
| 2022  | Maritsa Plovdiv      | CSKA Sofia         | Kazanlak Volley    |
| 2023  | Maritsa Plovdiv      | CSKA Sofia         | Kazanlak Volley    |
| 2024  | Maritsa Plovdiv      | CSKA Sofia         | Levski Sofia       |

## Bilan par club
| Club            | Titres | Ville   | Année |
| --------------- | ------ | ------- | --- |
| Levski Sofia    | 28     | Sofia   | 1959, 1962, 1963, 1964, 1965, 1966, 1967, 1970, 1971, 1972, 1973, 1974, 1975, 1976 1977, 1980, 1981, 1984, 1990, 1996, 1997, 1998, 1999, 2001, 2002, 2003, 2009, 2014 |
| CSKA Sofia      | 24     | Sofia   | 1946, 1947, 1978, 1979, 1982, 1983, 1985, 1986, 1987, 1988, 1989, 1991, 1992, 1993 1995, 2000, 2004, 2005, 2007, 2008, 2010, 2011, 2012, 2013                         |
| Maritsa Plovdiv | 10     | Plovdiv | 2015, 2016, 2017, 2018, 2019, 2020, 2021, 2022, 2023, 2024 |
| Slavia Sofia    | 5      | Sofia   | 1945, 1955, 1957, 1958, 1961 |
| Akademik Sofia  | 5      | Sofia   | 1952, 1954, 1968, 1969, 1994 |
| Minyor Pernik   | 4      | Pernik  | 1949, 1953, 1956, 1960 |
| AS 23 Sofia     | 2      | Sofia   | 1942, 1943 |
| Torpedo Karlovo | 2      | Karlovo | 1950, 1951 |
| Spartak Sofia   | 1      | Sofia   | 1948 |
| Energy Varna    | 1      | Varna   | 2006 |